# BR-Klasse 46
Die Klasse 46 der British Railways, auch unter dem Namen „Peak“ bekannt, ist eine Baureihe von Diesellokomotiven mit elektrischer Leistungsübertragung für den schweren Schnellzug- und Güterzugdienst, die von 1961 bis 1963 bei den Derby Works in England gebaut wurde.

## Entwicklung und Einsatz
Seit den 1940er Jahren arbeiteten die British Railways zusammen mit verschiedenen britischen Lokomotivfabriken an der Entwicklung von Großdiesellokomotiven, um auch im schweren Schnellzugdienst die bis dahin noch unverzichtbaren Dampflokomotiven möglichst schnell abzulösen. Die ab 1960 bei den Derby Works und Crewe Works gebaute Class 45, eine leistungsstärkere und mechanisch verbesserte Variante der Class 44, bereitete mit der von Crompton Parkinson gelieferten elektrischen Ausrüstung noch große Probleme. Deshalb bestellten die British Railways eine neue, mechanisch nahezu identische Lokomotive, deren elektrische Ausrüstung nun aber von Brush Traction geliefert wurde. Diese als Class 46 (anfangs Class 25/1A) bezeichnete Baureihe wurde von Oktober 1961 bis Januar 1963 bei den Derby Works der British Railways in 56 Exemplaren gebaut. Ursprünglich waren 76 Fahrzeuge geplant, kurz nach der Bestellung wurde jedoch die Stückzahl zugunsten der moderneren und leichteren Class 47 um 20 auf 56 Maschinen reduziert. Die Nummerierung der Fahrzeuge erfolgte von D138 bis D193. Die Loks der Class 44 waren wegen ihrer Benennung nach bekannten britischen Bergen unter dem Spitznamen „Peak“ bekannt geworden, der aufgrund der sehr ähnlichen Konstruktion für die Klassen 45 und 46 übernommen wurde, obwohl diese Namen aus Marine und Militär trugen. Für die Class 46 war der einzige offiziell vergebene Name „Leicestershire and Derbyshire Yeomanry“ der Lokomotive D163. Die Fahrzeuge waren zur Auslieferung dunkelgrün mit grauem Dach, roten Pufferträgern und schwarzem Fahrwerk lackiert. Bald wurde an den Stirnseiten eine Warnfläche in kräftigem Gelb hinzugefügt.
Die insgesamt 56 Maschinen der Klasse 46 bewältigten viele Jahre lang zusammen mit der Klasse 45 die Hauptlast im Schnellzugverkehr auf der Midland Main Line und dienten gleichzeitig auch im schnellen Güterfernverkehr über größere Entfernungen. Im Jahr 1966 begann die British Rail, die Lokomotiven im neuen blau-gelben Farbschema zu lackieren. Bei diesem waren Seitenwände und Dach dunkelblau, das Fahrwerk schwarz und die Frontpartien gelb. Von September 1973 bis Mai 1974 erhielten alle Maschinen eine neue Nummer zur Aufnahme in das computergestützte Fahrzeugverwaltungssystem TOPS der British Rail. Auf die Baureihennummer 46 folgte die dreistellige Ordnungsnummer. Diese entsprach zwar nicht der alten Ordnungsnummer, die ursprüngliche Reihenfolge wurde jedoch beibehalten. So wurde zum Beispiel die D138 zur 46 001, die D139 zur 46 002 und die D140 zur 46 003.
Die Class 46 bekam bereits in den 1960er Jahren mit der zunehmenden Zahl der leichteren und wirtschaftlicheren Lokomotiven der Class 47 eine beträchtliche Konkurrenz. Mit der Einführung der High Speed Trains in Großbritannien in den mittleren 1970er Jahren schrumpfte ihr Einsatzgebiet weiter. Dadurch wurden die Lokomotiven zunehmend in den Post- und Güterzugdienst verdrängt, denn auch die Reisezugwagen mit Dampfheizung waren bereits weitgehend ausgemustert. Teilweise war die Class 46 noch im Sommer vor Wochenend- und Urlaubssonderzügen im Einsatz, da diese in der warmen Jahreszeit nicht beheizt werden mussten. Da die British Rail die Maschinen weder im Personen-, noch im Güterzugdienst weiterhin benötigte, wurden sie von 1977 bis 1984 ausgemustert und von 1978 bis 1994 fast vollständig verschrottet. Drei der einst 56 Lokomotiven der Class 46 blieben in Eisenbahnmuseen erhalten.

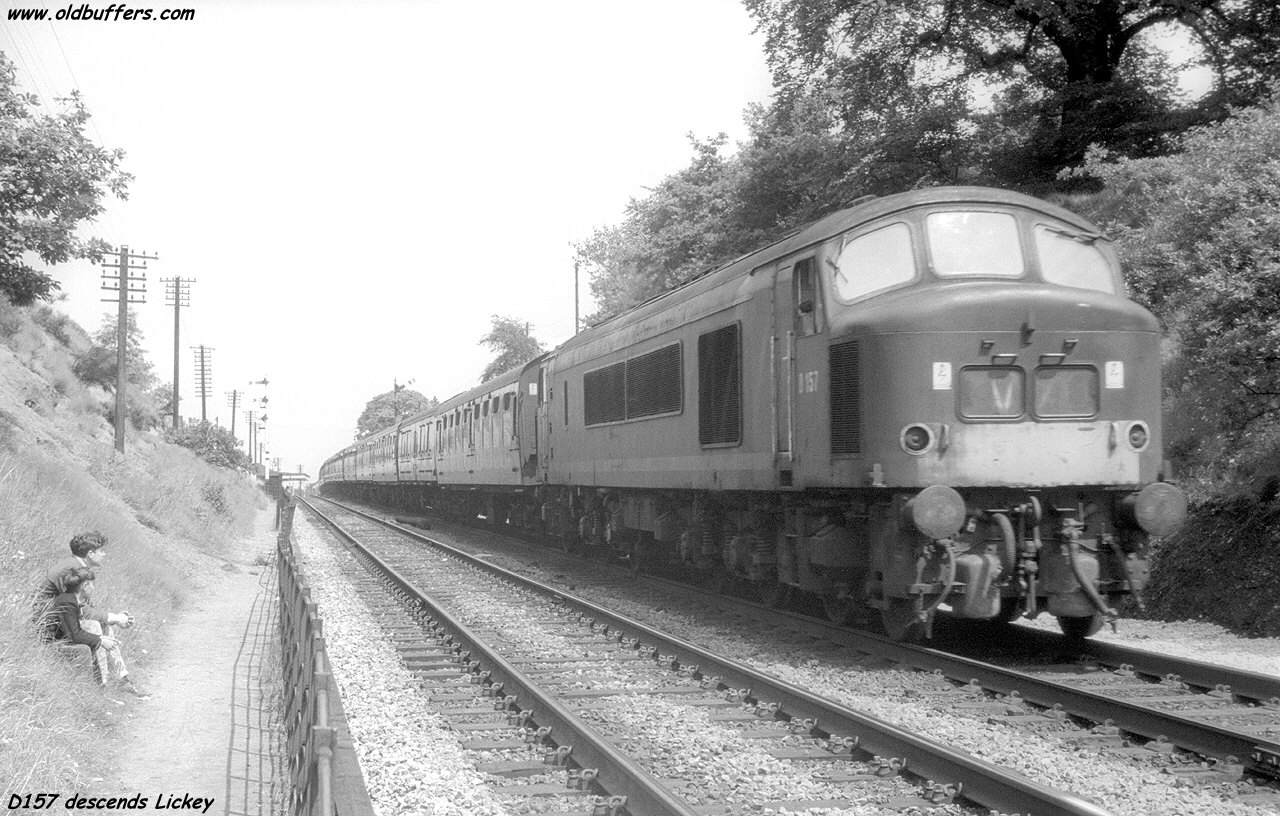
D157 in Lickey (um 1965)
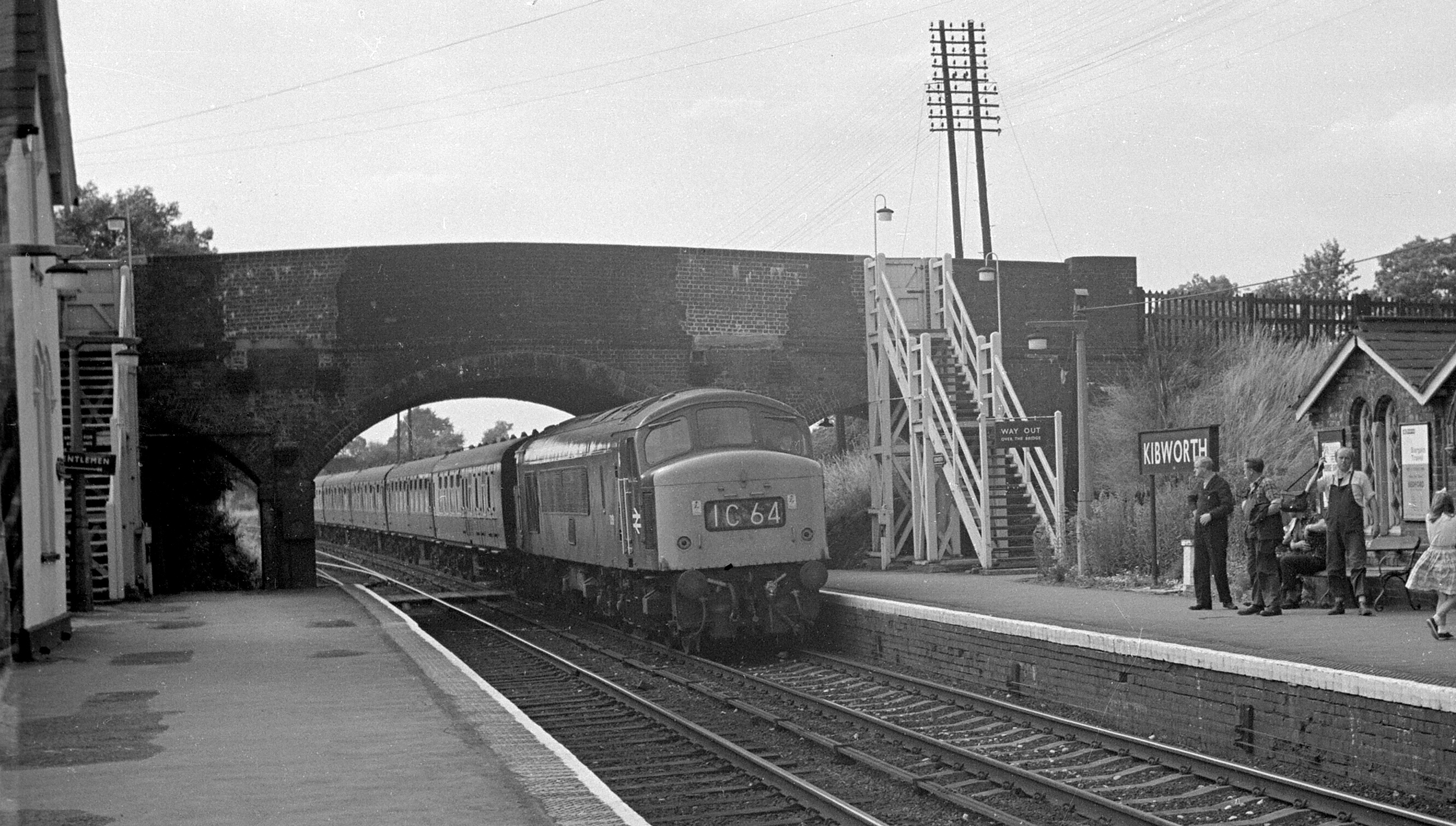
D151 in Kibworth (August 1967)
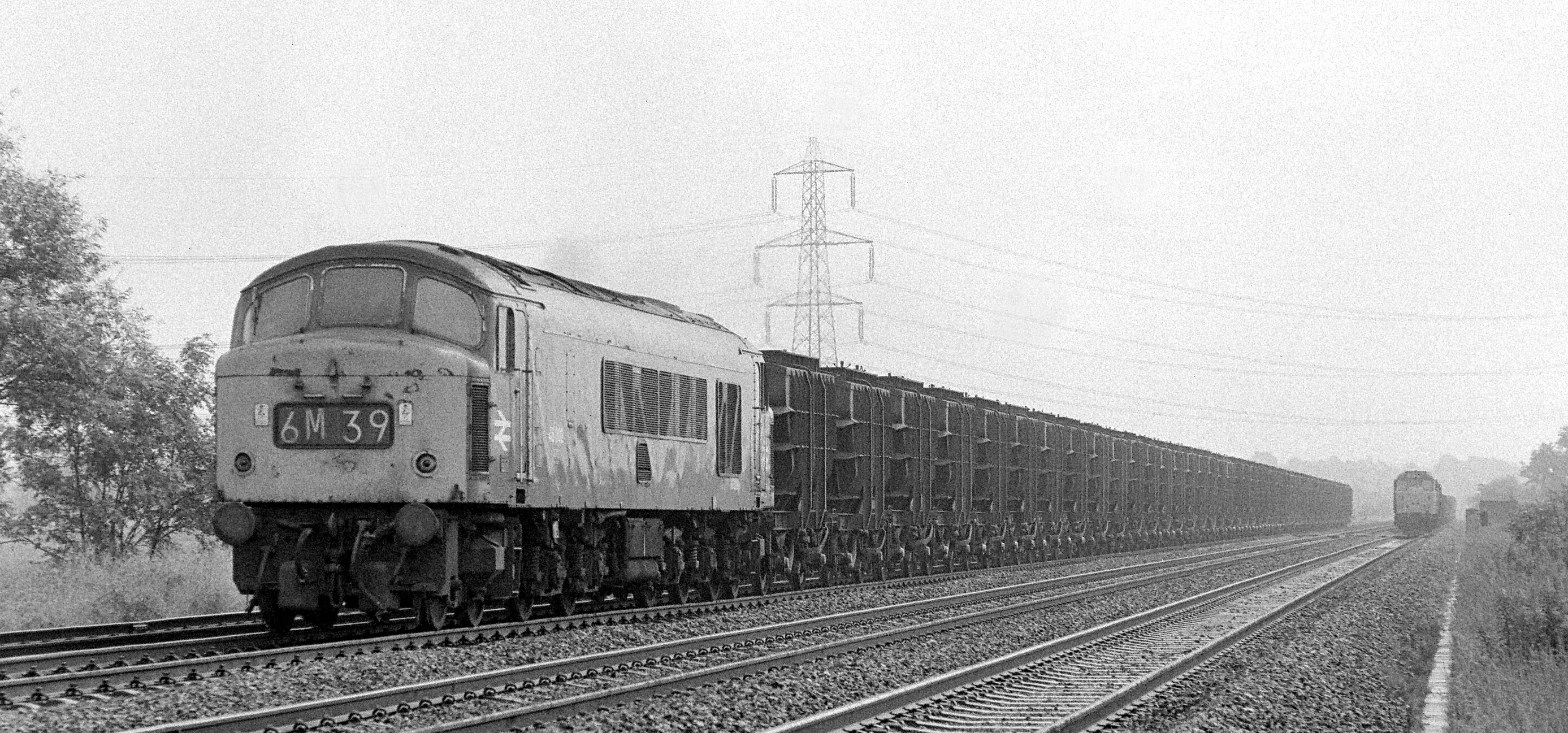
46002 (D139) südlich von Loughborough (Juli 1975)
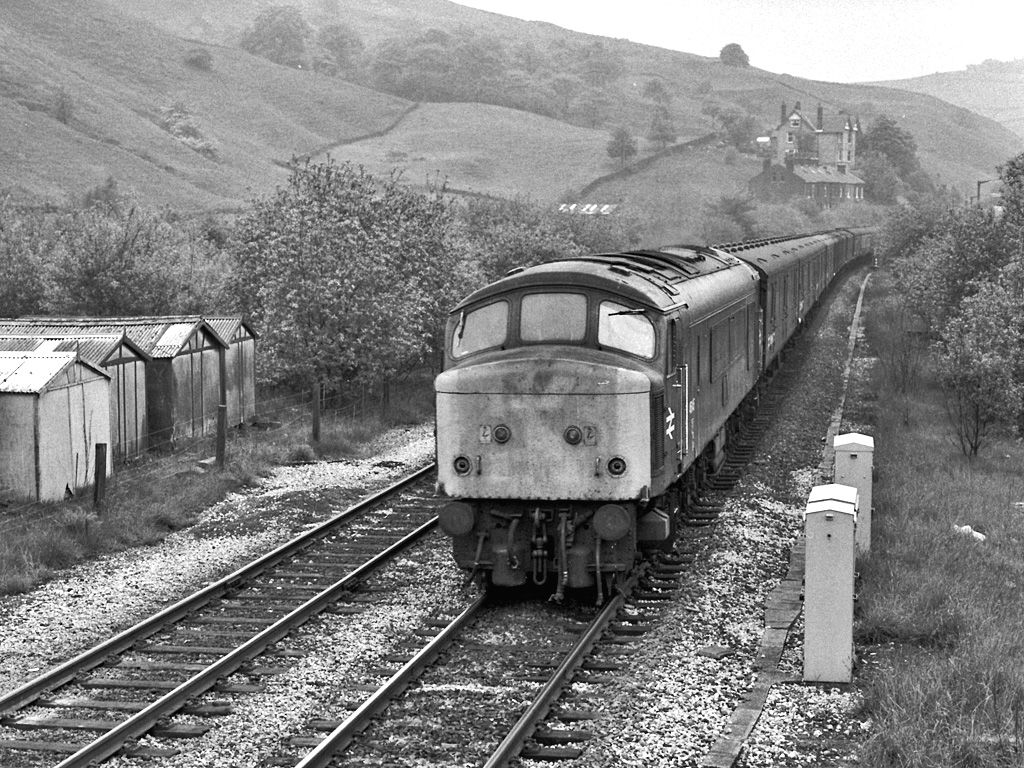
46045 (D182) in Walsden (Juni 1983)
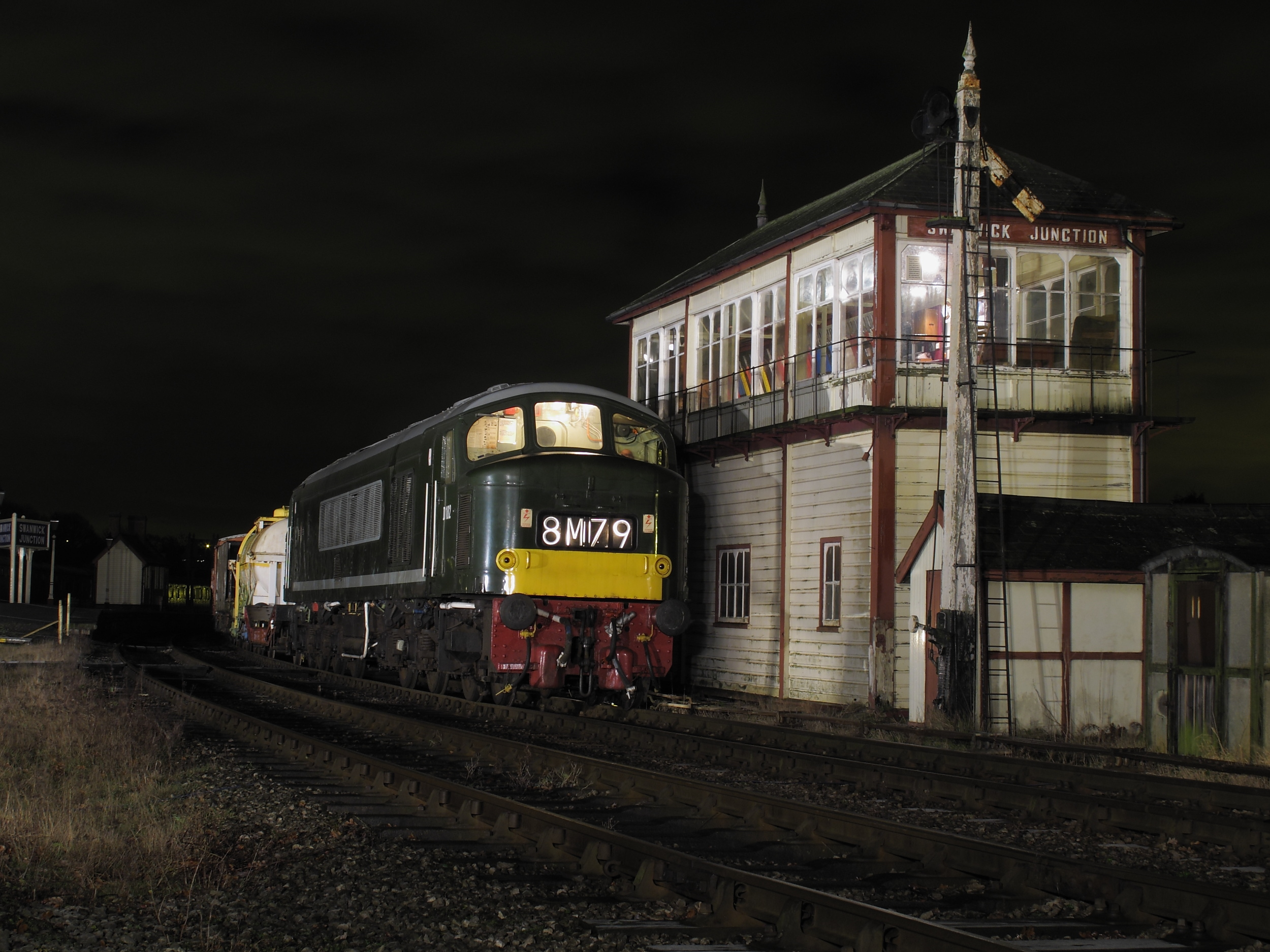
D182 bei der Midland Railway Butterley (Dezember 2009)

## Technische Beschreibung

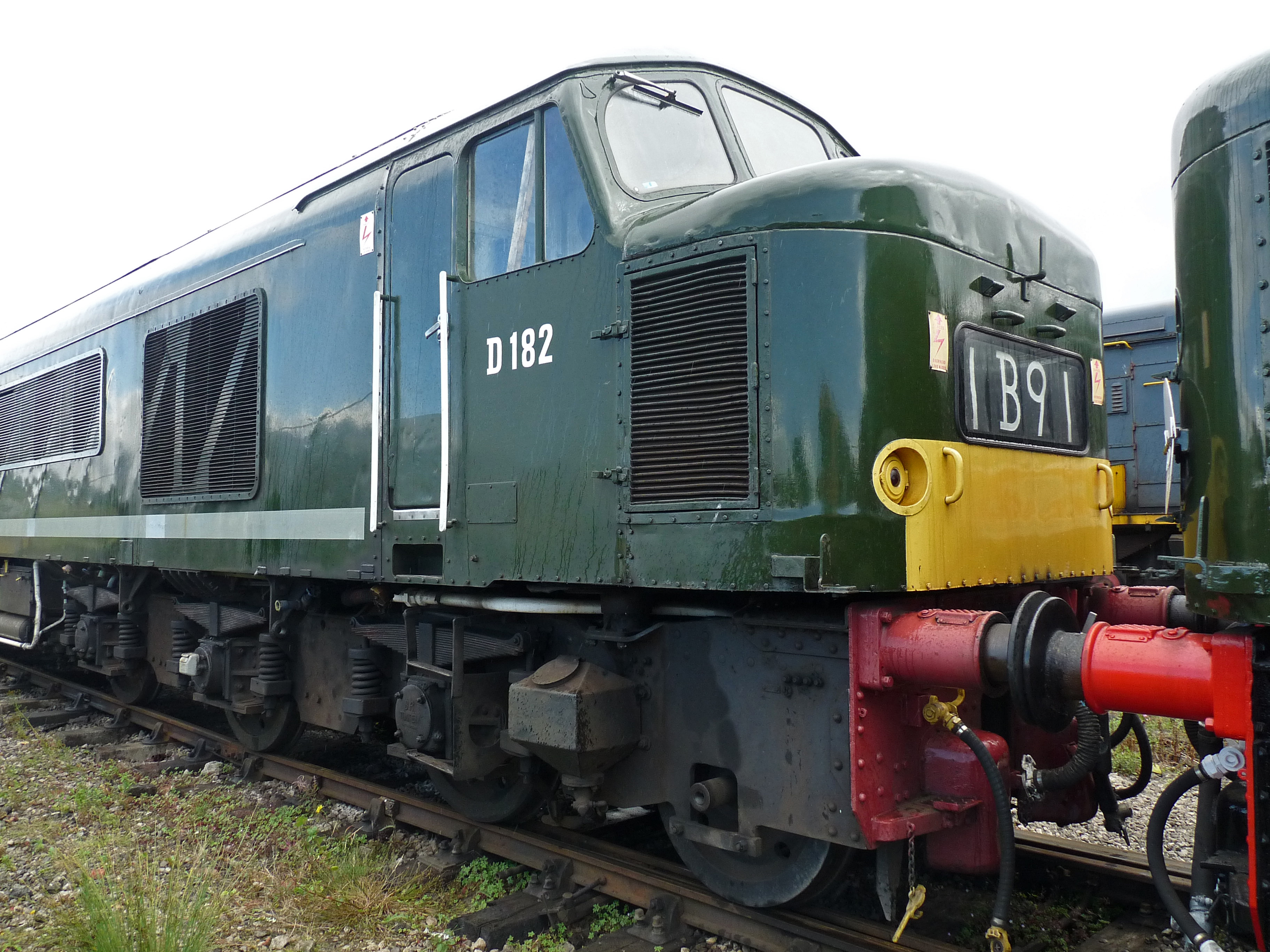
Drehgestell und Vorbau

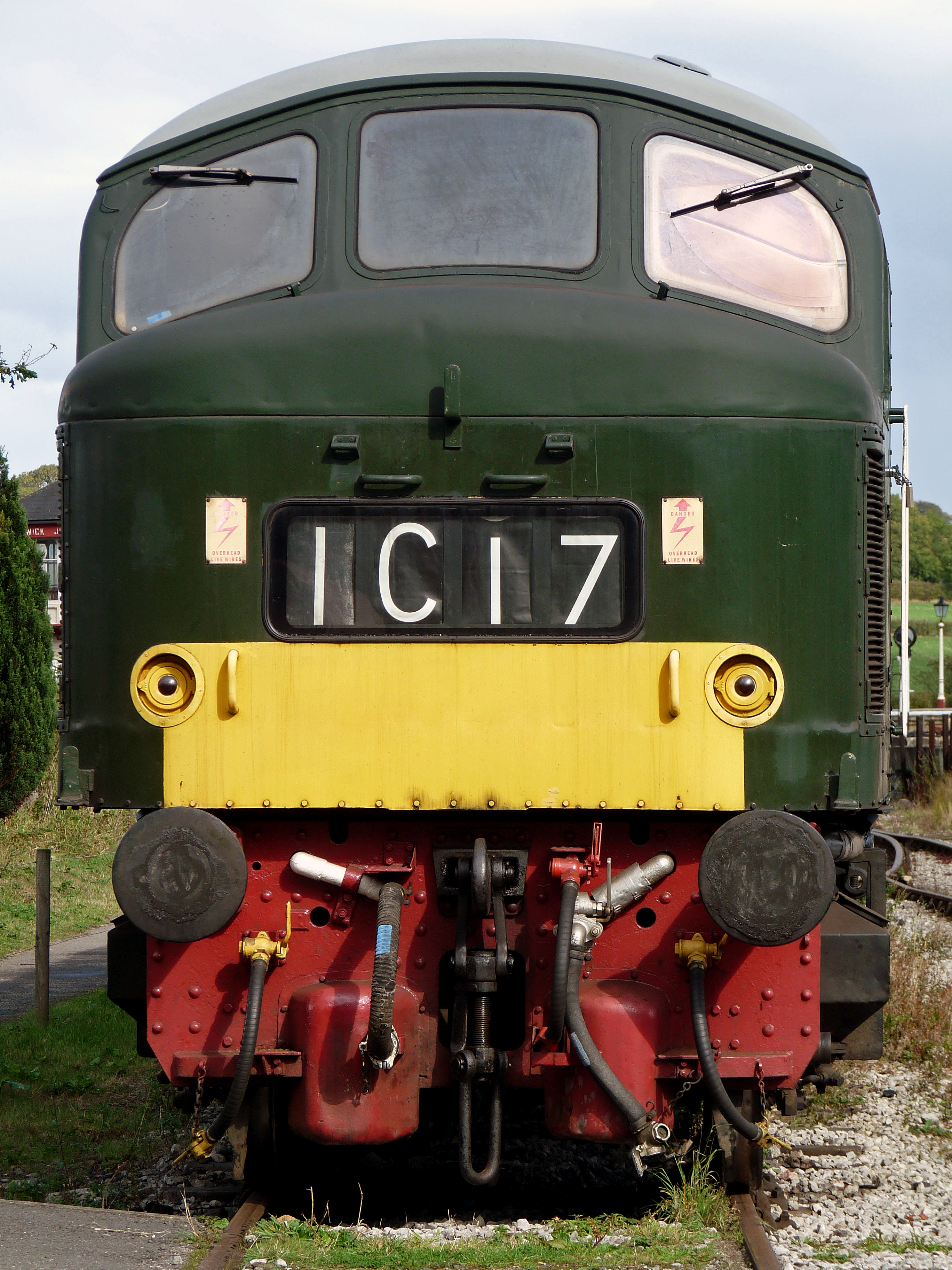
Stirnseite

Die Lokomotiven besitzen einen geschweißten Grundrahmen. Die Seitenwände und das Dach des Lokomotivkastens bestehen aus einem verblechten Stahlgerippe. Vor beiden Führerhäusern befindet sich ein Vorbau. Die Lokomotiven erhielten mittige, einteilige Zugnummernanzeiger und hatten im Gegensatz zu vielen Fahrzeugen der Klassen 40, 44 und 45 keine Übergangstüren mehr. Der Rahmen liegt über seitliche geschmierte Segmentlager auf zwei sehr langen ungewöhnlichen Drehgestellen ohne Drehzapfen auf, die einen beträchtlichen Achsstand von über 6,5 Metern aufweisen. Sie besitzen einen Blechrahmen mit drei Treibradsätzen und einem vorauslaufenden, seitlich verschiebbaren Laufradsatz zur Reduzierung der Achslast und zur Führung des Drehgestells. Unebenheiten des Fahrwegs werden ausschließlich von den Blattfedern der Achsen ausgeglichen, welche wiederum von Schraubenfedern gestützt werden. Die Leermasse der Lokomotive liegt je nach Bauart des Dampfheizkessels (Spanner Swirlyflo Mark III oder Stone Vapor OK 4625) bei 131,9 oder 132,0 Tonnen, die Dienstmasse bei 140,4 oder 140,5 Tonnen. Die Reibungsmasse beträgt 114,1 bzw. 114,4 t und hat damit einen Anteil von 81 Prozent an der Dienstmasse der Lokomotive. Die mittlere Achslast der Treibradsätze liegt bei 19,0 bzw. 19,1 t, die der Laufradsätze bei 13,2 bzw. 13,1 t. Der Lokomotivrahmen liegt dicht über dem Drehgestellrahmen und ist nicht gegen diesen abgefedert. Auch die Zug- und Stoßeinrichtung wird vom Drehgestellrahmen aufgenommen. Die Vorbauten beinhalten jeweils einen Fahrmotorlüfter sowie Druckluftvorratsbehälter der Brems- und Steuerungssysteme. Hinter dem ersten Führerstand befinden sich zwei stehende Dieselkraftstofftanks mit einem gemeinsamen Fassungsvermögen von 3590 Litern links und rechts des Gangs. Dahinter folgt die Kühlanlage mit einem Kühlerlüfter unter dem Dach. Hinter dieser ist die Antriebseinheit, bestehend aus dem Dieselmotor und dem Hauptgenerator, angeordnet. Die Klasse 46 besitzt einen Dieselmotor des Typs Sulzer 12LDA28-B. Dieser ist ein wassergekühlter Zwölfzylinder-Doppelbankmotor, arbeitet nach dem Viertaktprinzip und erreicht bei einer Drehzahl von 750 Umdrehungen pro Minute eine Leistung von 1860 kW (2530 PS). Die Zylinder haben einen Innendurchmesser von 280 mm und einen Kolbenhub von 360 mm. Daraus ergibt sich ein Hubraum von 22,2 Litern pro Zylinder und 266,0 Litern des gesamten Motors. Der Motor arbeitet in Verbindung mit einem Abgasturbolader. Der vom Dieselmotor angetriebene Gleichstrom-Hauptgenerator Brush Traction TG 160-60 versorgt die sechs elektrischen Gleichstromfahrmotoren des Typs Brush Traction TM 73-68 Mark III. Der Hilfsgenerator versorgt das Bordnetz für die fahrzeugeigenen Verbraucher wie Pumpen, Lüfter und Lampen. Hinter dem Antriebsblock befindet sich neben anderen Hilfsbetrieben auch der Dampfheizkessel der Bauart Spanner Swirlyflo Mark III beziehungsweise Stone Vapor OK 4625 mit einer verfügbaren Dampfmenge von 840 bzw. 1250 Kilogramm pro Stunde. Häufig wurde die Dampfheizanlage zur Gewichtsreduzierung in den letzten Einsatzjahren ausgebaut. Vor dem zweiten Führerstand sind zwei Wassertanks untergebracht, die den Dampfheizkessel speisen. Unter dem Lokomotivkasten zwischen den Drehgestellen befinden sich weitere Wasservorräte sowie die Batteriekästen zum Starten des Dieselmotors.
Das Fahrzeug kann mit der Saugluftbremse, der ab 1967 nachgerüsteten indirekt wirkenden Druckluftbremse, einer direkt wirkenden Druckluft-Zusatzbremse und einer Handbremse gebremst werden. Letztere wird von beiden Führerständen über ein Handrad bedient und wirkt auf jeweils ein Drehgestell. Alle notwendigen Funktionen der Maschine können über die elektropneumatische Doppeltraktionssteuerung ferngesteuert werden. Die Lokomotiven haben eine Anfahrzugkraft von 250 kN und erreichen eine Höchstgeschwindigkeit von 145 km/h (90 mph).

## Crashtest 1984
Um der Öffentlichkeit die Sicherheit eines Behälters zum Transport radioaktiven Abfalls bei einem Unfall mit starker mechanischer Beanspruchung zu demonstrieren, wurde am 17. Juli 1984 auf der Old Dalby-Teststrecke ein Belastungstest im Rahmen eines Eisenbahnunfalls durchgeführt. Der Zug bestand aus der bereits ausgemusterten Lokomotive 46 009 (ehemals D146) sowie drei Mark-1-Schnellzugwagen. Der Atommüllbehälter wurde auf einen dafür vorgesehenen Transportwagen geladen, der dann quer zu den Gleisen auf die Seite gekippt wurde. Der unbemannte Versuchszug mit einer Gesamtmasse von rund 260 Tonnen kollidierte bei einer Geschwindigkeit von 160 km/h (100 mph) mit dem etwa 80 Tonnen schweren Wagen. Der massiv gebaute, rund 50 Tonnen schwere Stahlbehälter überstand den Aufprall ohne größere Schäden und wurde anschließend als Denkmal vor dem Schulungszentrum des Kernkraftwerks Heysham 1 aufgestellt. Die Lokomotive dagegen wurde völlig zerstört und deshalb im August 1984 vor Ort zerlegt. Das vom Central Electricity Generating Board, dem Ausschuss für Elektrizitätsversorgung in England und Wales, organisierte Projekt kostete insgesamt 1,75 Millionen Pfund Sterling (heute, Januar 2023, umgerechnet 7,2 Mio. Pfund bzw. 8,2 Mio. Euro).

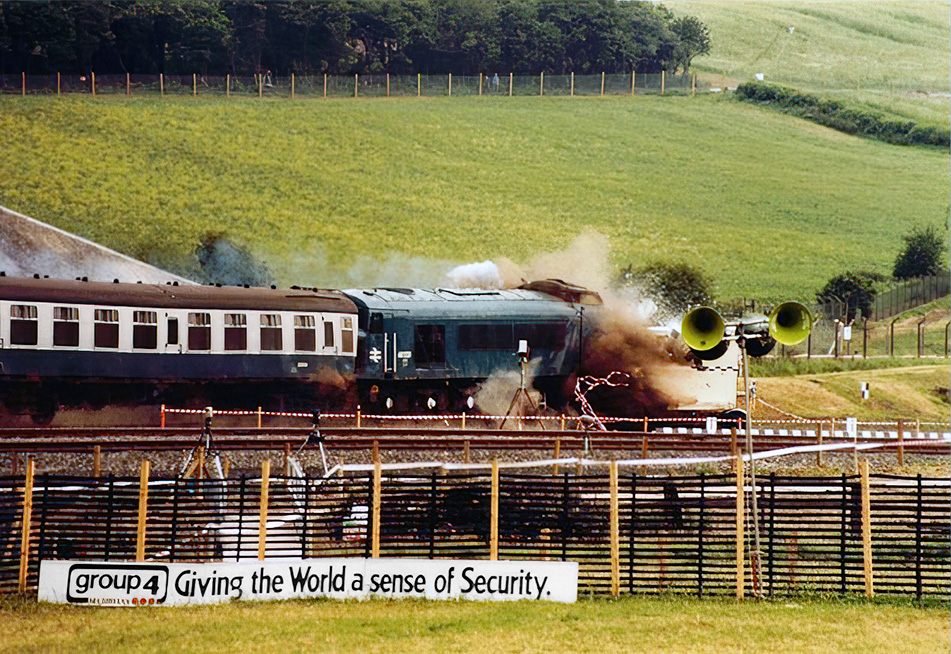
46009 (D146) beim Aufprall (17. Juli 1984)
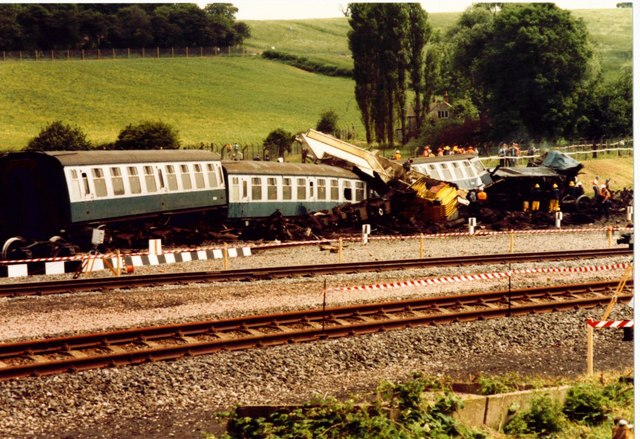
Kurz nach der Kollision liegt der Güterwagen noch auf dem entgleisten Zug, daneben der gelbe Behälter (17. Juli 1984)
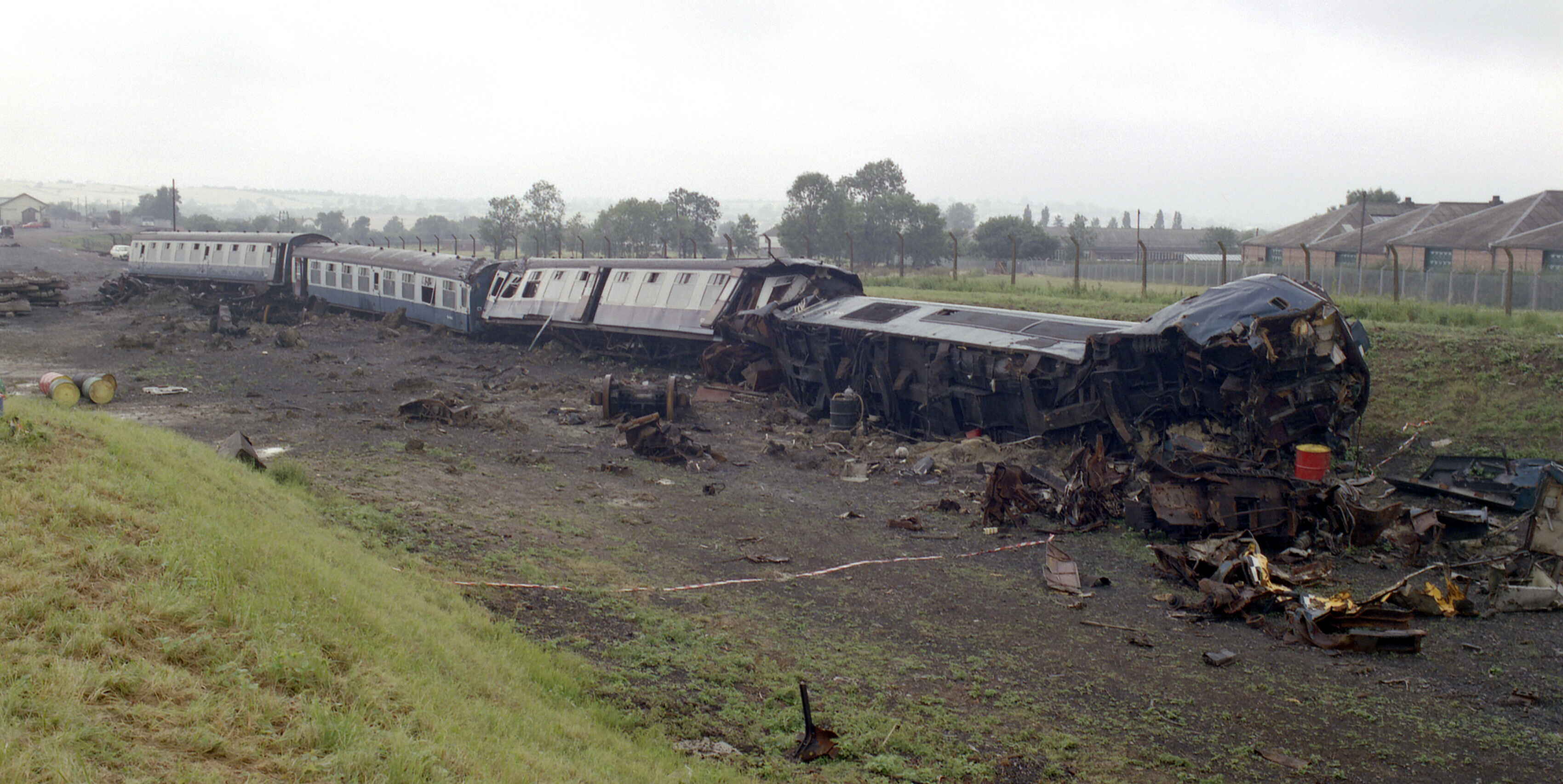
Schwer beschädigter Zug, deutlich erkennbar: der deformierte Rahmen der Lokomotive (August 1984)
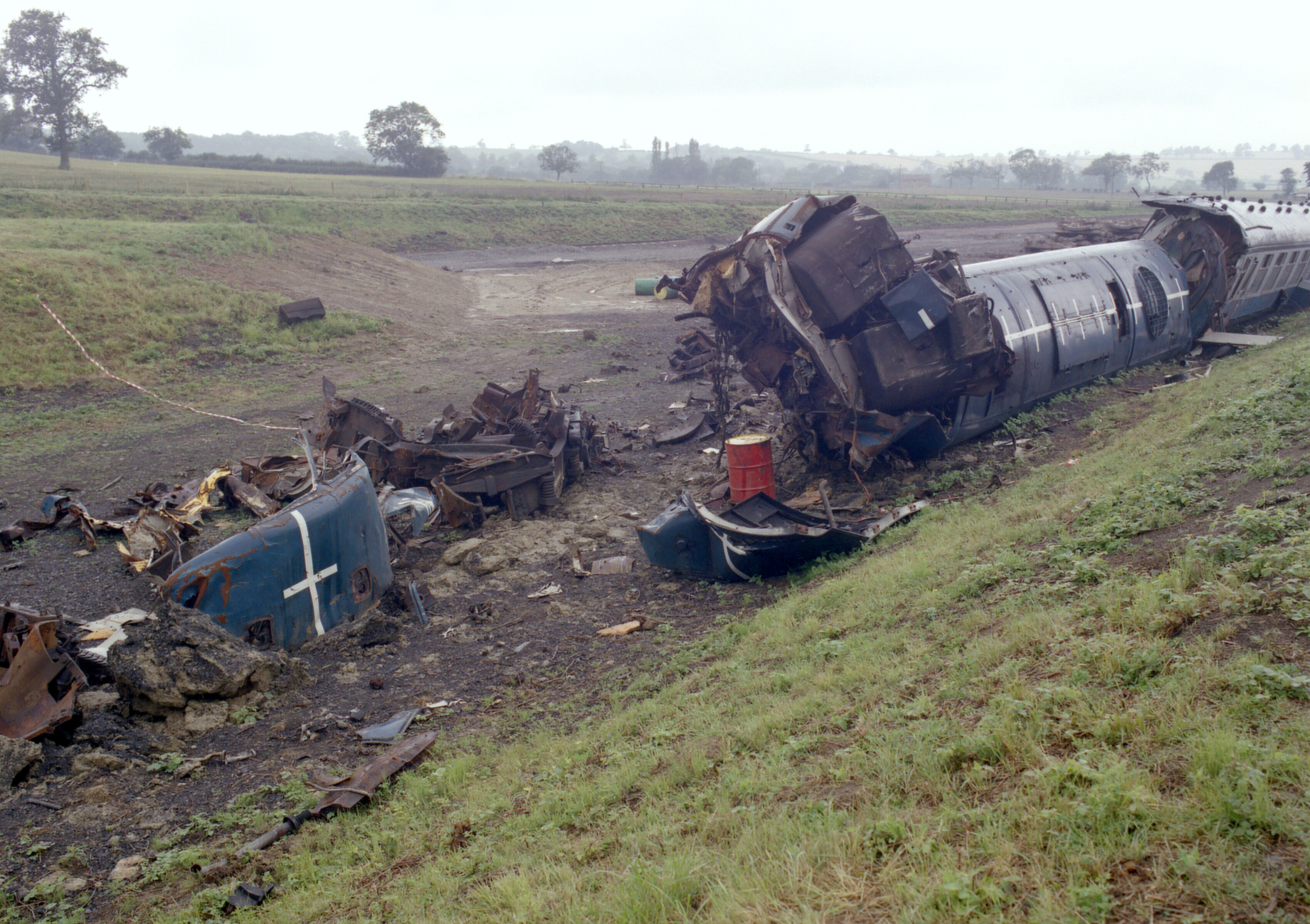
Schwer beschädigte Lokomotive, die weißen Streifen zeigen die ursprüngliche Anordnung der Blechteile (August 1984)
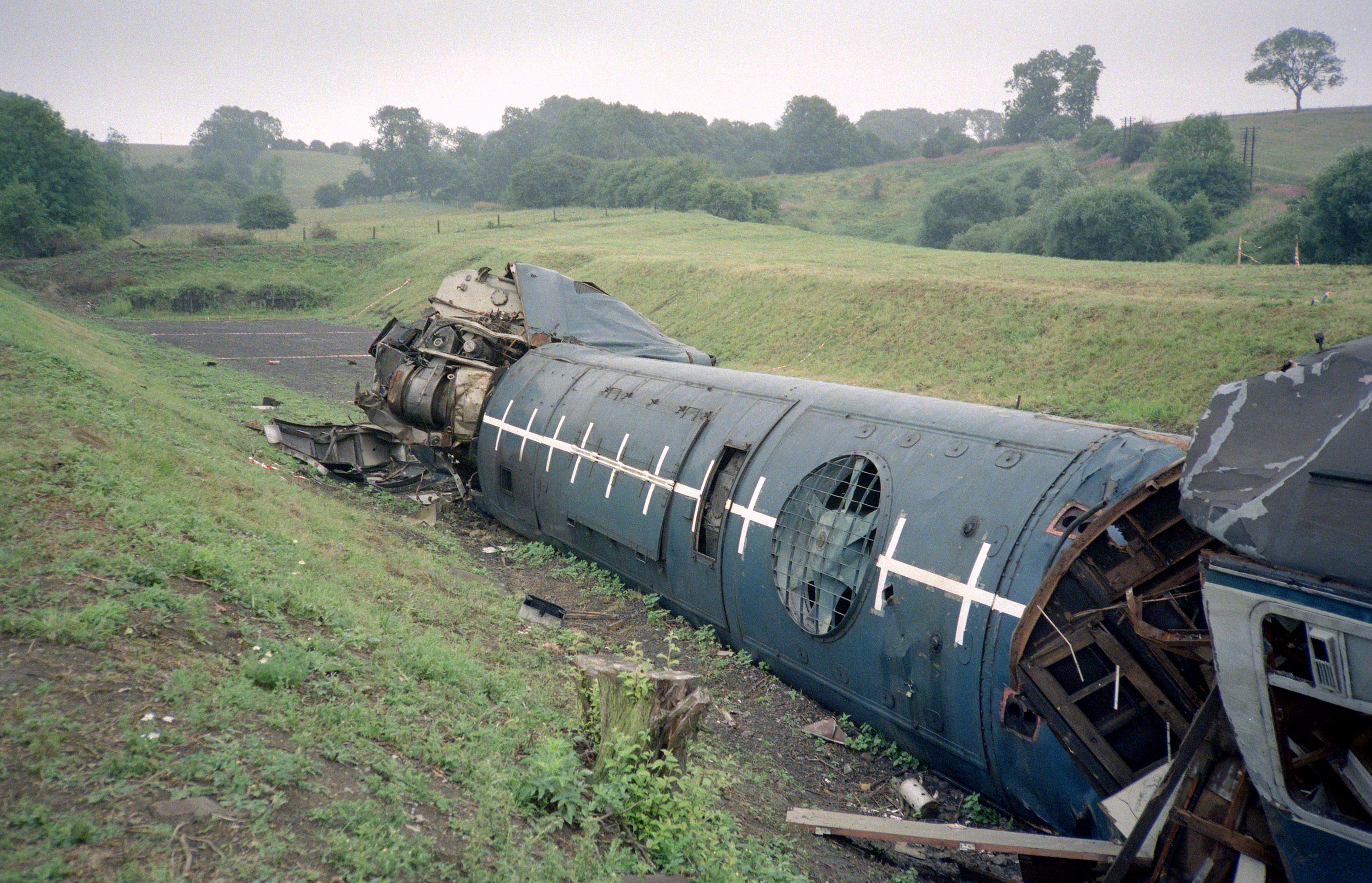
Schwer beschädigte Lokomotive (August 1984)
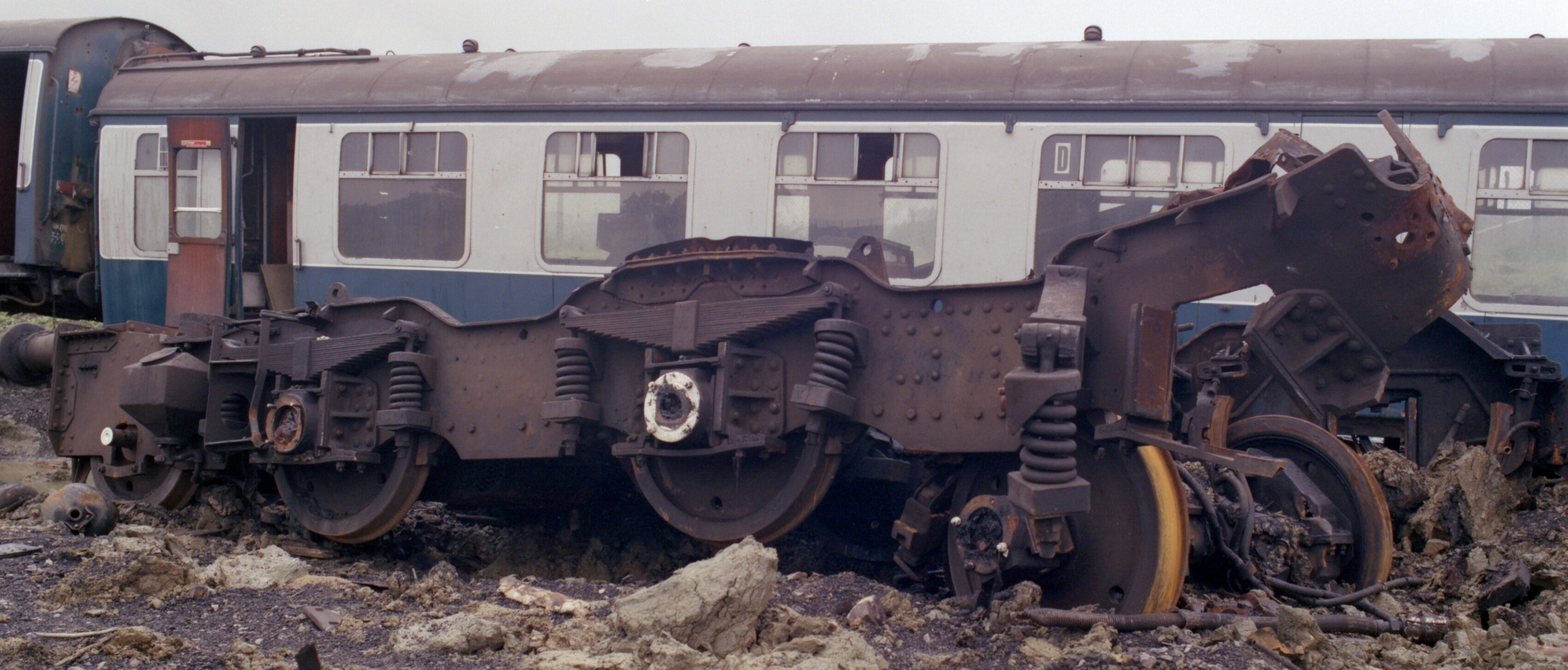
Deformierter Drehgestellrahmen weit von der Lokomotive entfernt (August 1984)
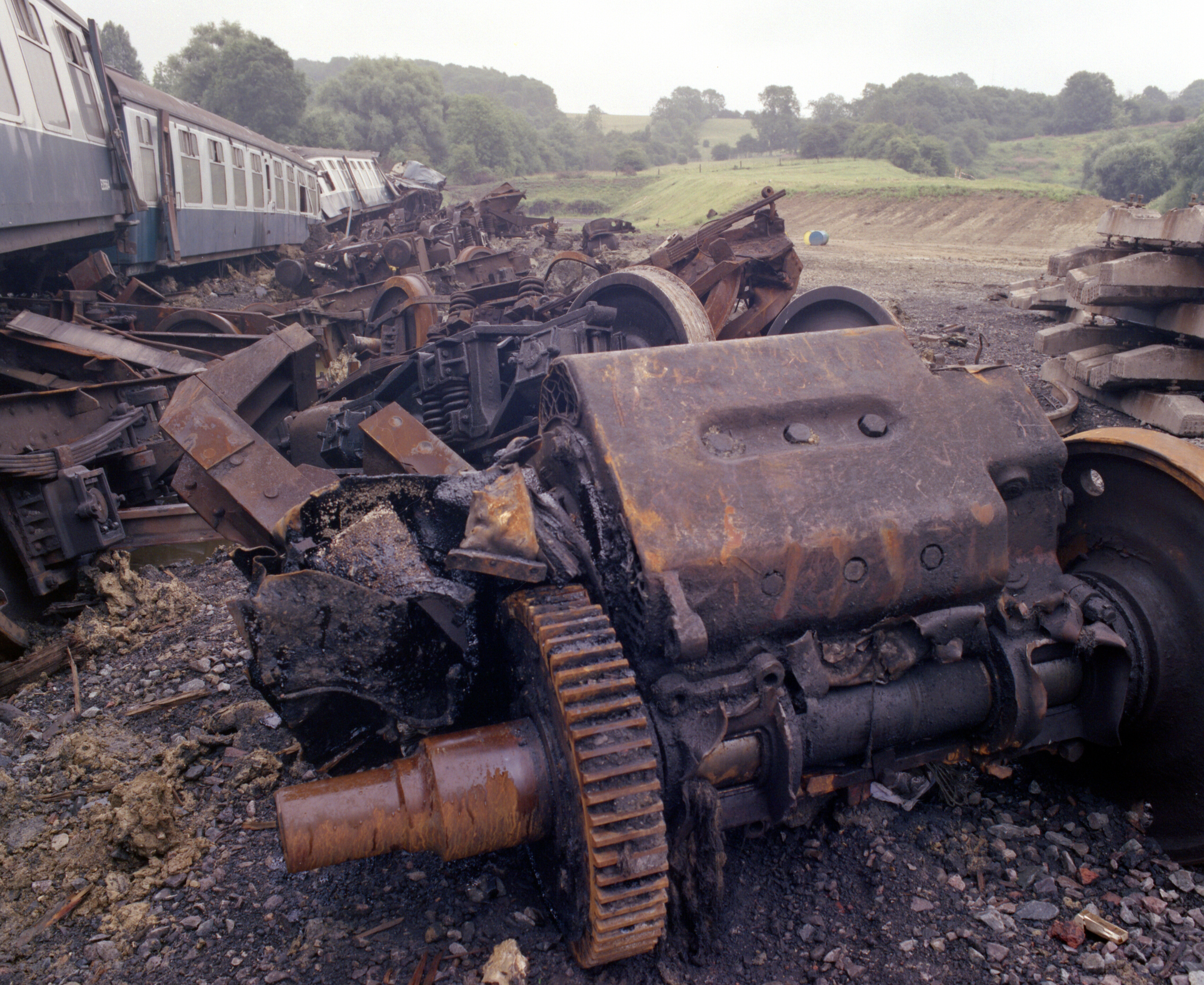
Drehgestelle und einzelne Radsätze neben den Wagenkästen, im Vordergrund Fahrmotor und Achsgetriebe der Lok (August 1984)

## Fahrzeugliste
| Originalnummer                                              | TOPS-Nummer   | Indienststellung | Ausmusterung        | Verbleib                                                                                               |
| D138                                                        | 46 001        | 10 / 1961        | 12 / 1981           | zerlegt 07 / 1982                                                                                      |
| D139                                                        | 46 002        | 11 / 1961        | 09 / 1981           | zerlegt 09 / 1984                                                                                      |
| D140                                                        | 46 003        | 11 / 1961        | 10 / 1978           | zerlegt 03 / 1980                                                                                      |
| D141                                                        | 46 004        | 11 / 1961        | 06 / 1983           | zerlegt 03 / 1985                                                                                      |
| D142                                                        | 46 005        | 12 / 1961        | 12 / 1977           | zerlegt 03 / 1978                                                                                      |
| D143                                                        | 46 006        | 12 / 1961        | 01 / 1982           | zerlegt 08 / 1985                                                                                      |
| D144                                                        | 46 007        | 12 / 1961        | 02 / 1982           | zerlegt 06 / 1985                                                                                      |
| D145                                                        | 46 008        | 12 / 1961        | 10 / 1981           | zerlegt 12 / 1982                                                                                      |
| D146                                                        | 46 009 97 401 | 12 / 1961        | 10 / 1983 08 / 1984 | wieder eingesetzt als 97 401; endgültig ausgemustert und zerlegt 08 / 1984 nach Crashtest in Old Dalby |
| D147                                                        | 46 010        | 12 / 1961        | 11 / 1984           | erhalten bei Nottingham Heritage Railway                                                               |
| D148                                                        | 46 011        | 12 / 1961        | 11 / 1984           | zerlegt 01 / 1986                                                                                      |
| D149                                                        | 46 012        | 12 / 1961        | 07 / 1980           | zerlegt 10 / 1980                                                                                      |
| D150                                                        | 46 013        | 12 / 1961        | 11 / 1981           | zerlegt 05 / 1985                                                                                      |
| D151                                                        | 46 014        | 01 / 1962        | 05 / 1984           | zerlegt 02 / 1986                                                                                      |
| D152                                                        | 46 015        | 02 / 1962        | 12 / 1980           | zerlegt 01 / 1985                                                                                      |
| D153                                                        | 46 016        | 01 / 1962        | 12 / 1983           | zerlegt 09 / 1984                                                                                      |
| D154                                                        | 46 017        | 02 / 1962        | 04 / 1984           | zerlegt 06 / 1986                                                                                      |
| D155                                                        | 46 018        | 02 / 1962        | 12 / 1983           | zerlegt 04 / 1985                                                                                      |
| D156                                                        | 46 019        | 02 / 1962        | 12 / 1980           | zerlegt 08 / 1983                                                                                      |
| D157                                                        | 46 020        | 03 / 1962        | 12 / 1980           | zerlegt 12 / 1984                                                                                      |
| D158                                                        | 46 021        | 03 / 1962        | 01 / 1983           | zerlegt 06 / 1985                                                                                      |
| D159                                                        | 46 022        | 03 / 1962        | 03 / 1982           | zerlegt 10 / 1983                                                                                      |
| D160                                                        | 46 023 97 402 | 03 / 1962        | 11 / 1983           | wieder eingesetzt als 97 402; später endgültig ausgemustert; zerlegt 03 / 1994                         |
| D161                                                        | 46 024        | 03 / 1962        | 04 / 1978           | zerlegt 10 / 1978                                                                                      |
| D162                                                        | 46 025        | 04 / 1962        | 11 / 1984           | zerlegt 11 / 1985                                                                                      |
| D163                                                        | 46 026        | 04 / 1962        | 11 / 1984           | zerlegt 03 / 1985                                                                                      |
| D164                                                        | 46 027        | 04 / 1962        | 11 / 1984           | zerlegt 12 / 1986                                                                                      |
| D165                                                        | 46 028        | 05 / 1962        | 05 / 1984           | zerlegt 01 / 1986                                                                                      |
| D166                                                        | 46 029        | 05 / 1962        | 01 / 1983           | zerlegt 09 / 1986                                                                                      |
| D167                                                        | 46 030        | 05 / 1962        | 11 / 1981           | zerlegt 11 / 1982                                                                                      |
| D168                                                        | 46 031        | 05 / 1962        | 04 / 1983           | zerlegt 08 / 1983                                                                                      |
| D169                                                        | 46 032        | 06 / 1962        | 10 / 1981           | zerlegt 07 / 1985                                                                                      |
| D170                                                        | 46 033        | 06 / 1962        | 06 / 1983           | zerlegt 11 / 1984                                                                                      |
| D171                                                        | 46 034        | 07 / 1962        | 11 / 1980           | zerlegt 11 / 1982                                                                                      |
| D172                                                        | 46 035 97 403 | 07 / 1962        | 11 / 1984           | wieder eingesetzt als 97 403; später endgültig ausgemustert; erhalten bei Peak Rail                    |
| D173                                                        | 46 036        | 07 / 1962        | 05 / 1982           | zerlegt 01 / 1983                                                                                      |
| D174                                                        | 46 037        | 07 / 1962        | 06 / 1984           | zerlegt 02 / 1985                                                                                      |
| D175                                                        | 46 038        | 08 / 1962        | 03 / 1982           | zerlegt 11 / 1985                                                                                      |
| D176                                                        | 46 039        | 08 / 1962        | 10 / 1983           | zerlegt 08 / 1985                                                                                      |
| D177                                                        | 46 040        | 08 / 1962        | 10 / 1980           | zerlegt 04 / 1982                                                                                      |
| D178                                                        | 46 041        | 09 / 1962        | 11 / 1981           | zerlegt 08 / 1983                                                                                      |
| D179                                                        | 46 042        | 09 / 1962        | 11 / 1981           | zerlegt 12 / 1982                                                                                      |
| D180                                                        | 46 043        | 09 / 1962        | 11 / 1981           | zerlegt 05 / 1984                                                                                      |
| D181                                                        | 46 044        | 09 / 1962        | 04 / 1984           | zerlegt 10 / 1986                                                                                      |
| D182                                                        | 46 045 97 404 | 09 / 1962        | 11 / 1984           | wieder eingesetzt als 97 404; später endgültig ausgemustert; erhalten bei Midland Railway Butterley    |
| D183                                                        | 46 046        | 10 / 1962        | 05 / 1984           | zerlegt 11 / 1985                                                                                      |
| D184                                                        | 46 047        | 10 / 1962        | 09 / 1984           | zerlegt 01 / 1986                                                                                      |
| D185                                                        | 46 048        | 10 / 1962        | 09 / 1981           | zerlegt 09 / 1983                                                                                      |
| D186                                                        | 46 049        | 11 / 1962        | 12 / 1982           | zerlegt 10 / 1985                                                                                      |
| D187                                                        | 46 050        | 11 / 1962        | 10 / 1982           | zerlegt 02 / 1985                                                                                      |
| D188                                                        | 46 051        | 12 / 1962        | 12 / 1983           | zerlegt 04 / 1984                                                                                      |
| D189                                                        | 46 052        | 01 / 1963        | 09 / 1984           | zerlegt 03 / 1986                                                                                      |
| D190                                                        | 46 053        | 01 / 1963        | 02 / 1981           | zerlegt 07 / 1981                                                                                      |
| D191                                                        | 46 054        | 01 / 1963        | 01 / 1982           | zerlegt 08 / 1983                                                                                      |
| D192                                                        | 46 055        | 01 / 1963        | 10 / 1982           | zerlegt 12 / 1984                                                                                      |
| D193                                                        | 46 056        | 01 / 1963        | 10 / 1982           | zerlegt 11 / 1985                                                                                      |
| Quelle: blaue Hinterlegung kennzeichnet erhaltene Fahrzeuge |               |                  |                     | |